# Беллё
Беллё (фр. Belleu) — коммуна на севере Франции, регион О-де-Франс, департамент Эна, округ Суасон, кантон Суасон-2. Пригород Суасона, примыкает к нему с юго-востока. Через территорию коммуны проходит автомагистраль N2.
Население (2018) — 3 815 человек.

## Достопримечательности
- Церковь Святого Андрея XII—XVIII веков

## Экономика
Структура занятости населения:
- сельское хозяйство — 1,6 %
- промышленность — 7,9 %
- строительство — 9,7 %
- торговля, транспорт и сфера услуг — 36,4 %
- государственные и муниципальные службы — 44,4 %

Уровень безработицы (2017) — 18,6 % (Франция в целом — 13,4 %, департамент Эна — 17,8 %). 

Среднегодовой доход на 1 человека, евро (2018) — 19 200 (Франция в целом — 21 730, департамент Эна — 19 690).

## Демография
Динамика численности населения, чел.

## Администрация
Пост мэра Беллё с 2014 года занимает Филипп Монтарон (Philippe Montaron). На муниципальных выборах 2020 года возглавляемый им левый список был единственным.
| Период | Период | Фамилия         | Партия                  | Примечания |
| ------ | ------ | --------------- | ----------------------- | ---------- |
| 2001   | 2014   | Бернар Грегуар  | Социалистическая партия |            |
| 2014   |        | Филипп Монтарон | Разные левые            | профессор  |

## Галерея

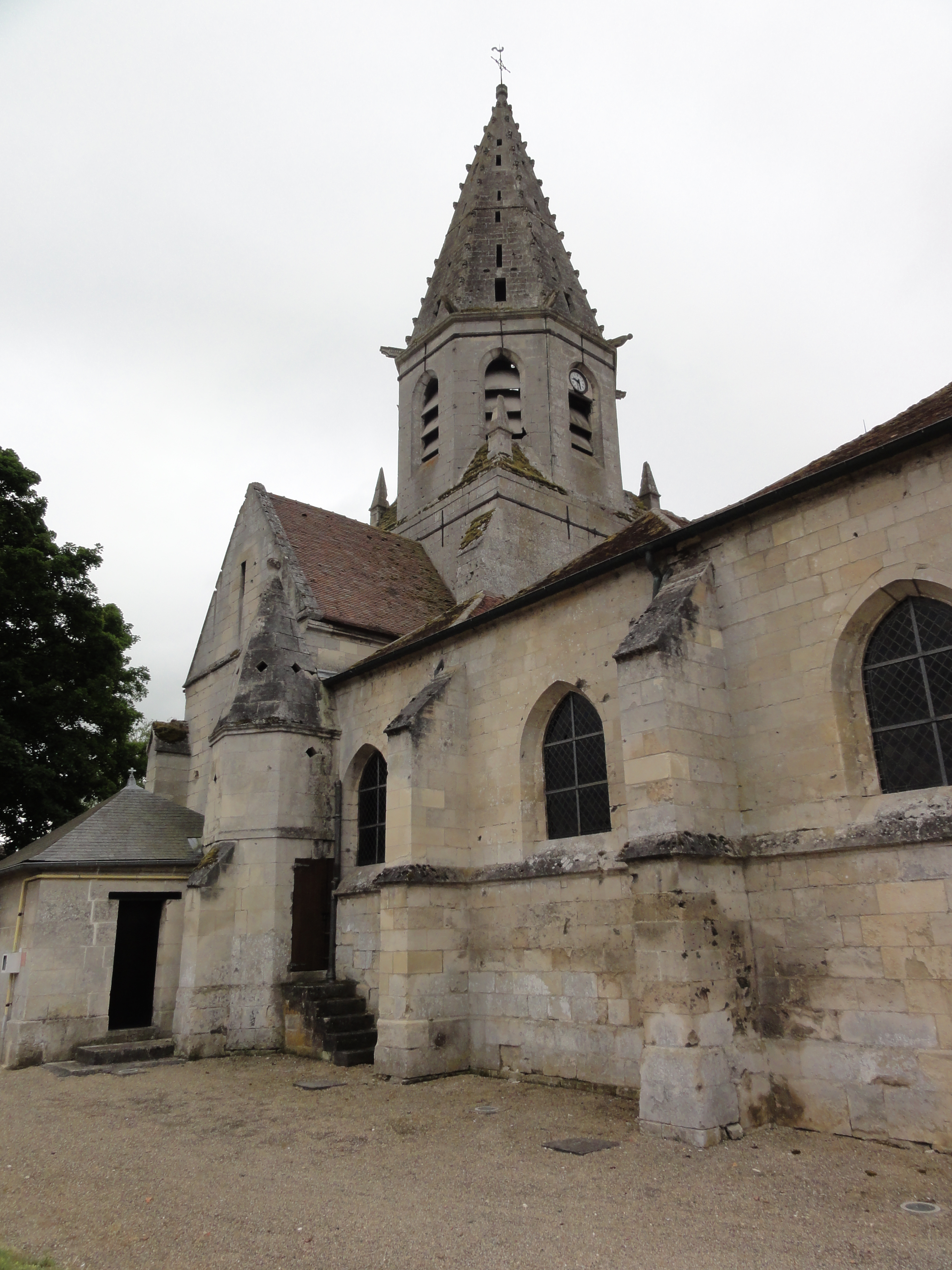
Церковь Святого Андрея